# Binidayan
Binidayan ist eine philippinische Stadtgemeinde in der Provinz Lanao del Sur. Sie hat 22.079 Einwohner (Zensus 1. August 2015).

## Baranggays
Binidayan ist politisch in 26 Baranggays unterteilt.
| - Badak - Baguiangun - Balut Maito - Basak - Bubong - Bubonga-Ranao - Dansalan Dacsula - Ingud - Kialilidan - Lumbac - Macaguiling - Madaya - Magonaya | - Maindig - Masolun - Olama - Pagalamatan (Pob.) - Pantar - Picalilangan - Picotaan - Pindolonan - Poblacion - Soldaroro - Tambac - Timbangan - Tuca |